# 이리오모테이시가키 국립공원

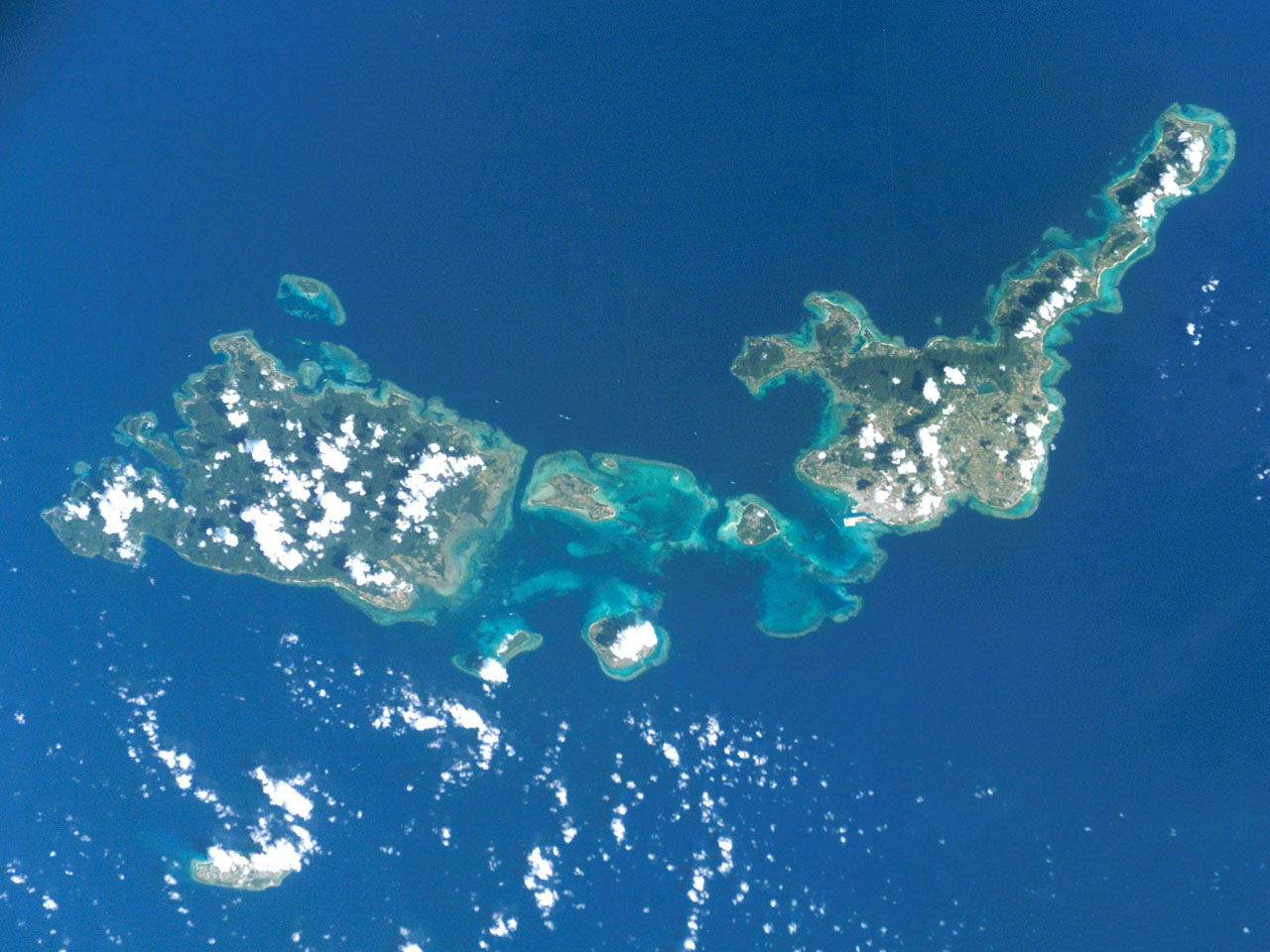
이리오모테이사가키 국립공원의 위성사진

이리오모테이시가키 국립공원(西表石垣国立公園)은 일본 오키나와현 이리오모테섬, 이시가키섬과 그 주변의 섬들 및 해역에 걸치는 국립공원이다.
이리오모테섬, 이시가키섬의 양 섬을 시작으로 이시가키섬과 이리오모테섬과의 사이에 있는 세키세이 초호로 불리는 산호초 해역과 그 해역에 점재하는 융기 산호초인 구로시마섬, 다케토미섬, 고하마섬, 아라구스쿠섬, 이리오모테섬 북서쪽의 나카노카미섬 등으로 이루어진다.
원래는 이리오모테 국립공원(西表国立公園)이었지만 2007년 8월 1일에 이시가키섬의 일부를 편입함과 동시에 이리오모테이시가키 국립공원으로 개칭되었다. 확장 후의 면적은 육지가 205.69km2, 바다가 약 466km2로 해중 공원의 면적으로서는 일본 최대이다.
공원 구역 가운데 이리오모테섬은 하구에 맹그로브 숲이 퍼지는 등 원시성이 높은 아열대성 식물상이 형성되어 있다. 이시가키섬은 람사르 협약 등록 습지인 나구라 안파루와 맹그로브 숲 등의 희소한 식물상을 볼 수 있으며 주변 해역에는 산호초가 있다.
세키세이 초호는 일본에서 최대 규모의 산호초군이며 360종 이상에 이르는 풍부한 종류의 산호가 확인된 세계적으로도 귀중한 산호초의 하나이다.

## 같이 보기
- 일본의 국립공원
- 오키나와 해안 국정공원